# Stiftungsstein der Brauer- und Bäckerinnung

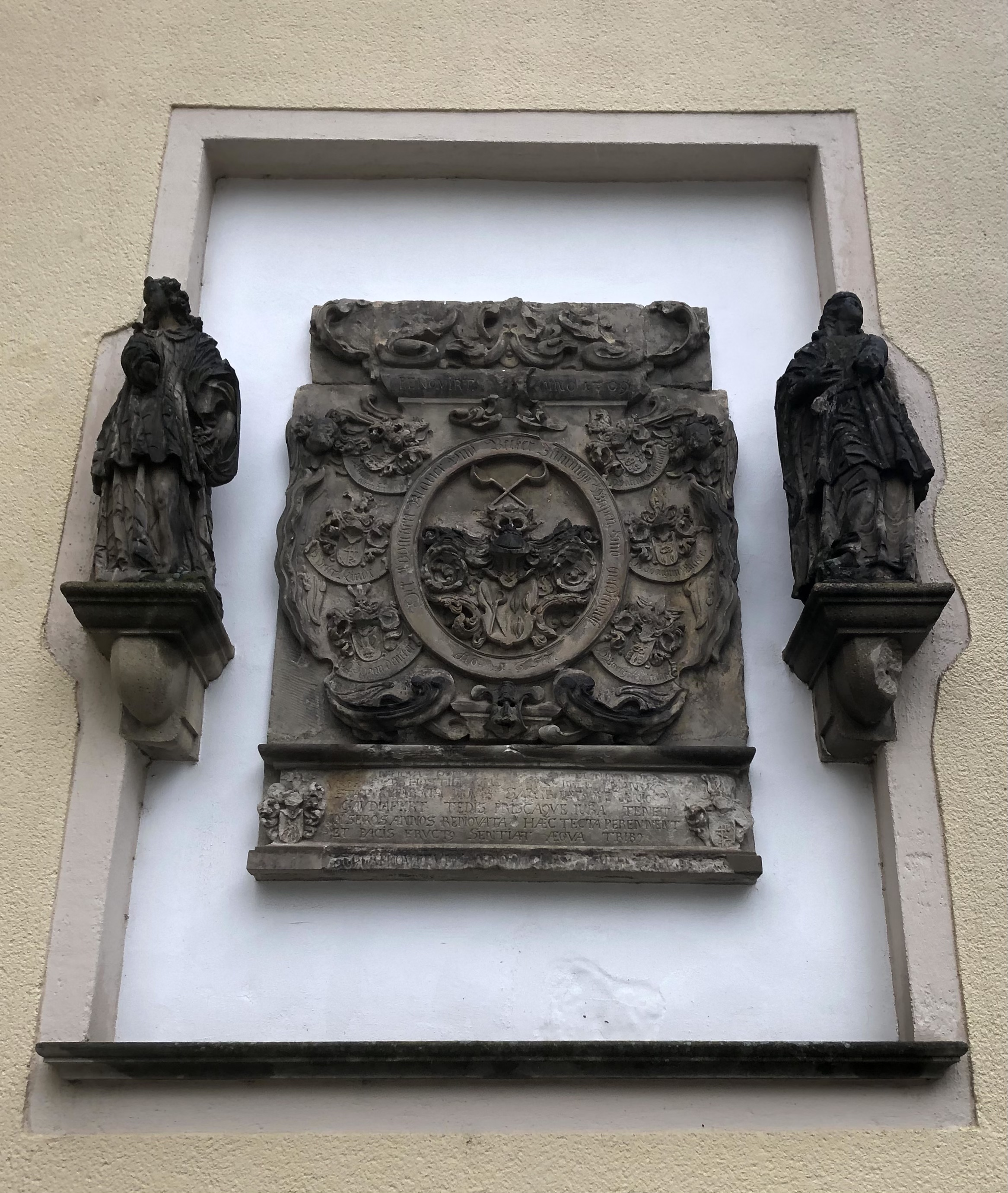
Stiftungsstein der Brauer- und Bäckerinnung, 2021

Der Stiftungsstein der Brauer- und Bäckerinnung ist ein denkmalgeschützter Stiftungsstein in Magdeburg in Sachsen-Anhalt.

## Lage
Der Stein befindet sich an einer nach Westen weisenden Wand des Hotels Ratswaage an der Adresse Ratswaageplatz 1 in der Magdeburger Altstadt.

## Geschichte
Im Bereich des Grundstücks Ratswaageplatz 4, im nördlichen Teil des heutigen Hotels Ratswaage, befand sich vermutlich bereits seit der Zeit vor dem Jahr 1200 ein Innungshaus der Brauer und Bäcker. Bei der Zerstörung Magdeburgs im Jahr 1631 wurde auch dieses Gebäude zerstört. Im Jahr 1657 wurde das Gildehaus der Brauer- und Bäckerinnung dort wieder aufgebaut. In diesem Zusammenhang entstand auch der vom Bildhauer Andreas Mevius geschaffene Stiftungsstein. Vermutlich befand er sich an der Frontseite des Hauses zum Ratswaageplatz hin, also etwas weiter nördlich seines heutigen Standorts. Bei einer Erneuerung des Hauses im Jahr 1709 wurde auch der Stein ausgebessert, wobei jedoch einige Stifternamen unrichtig wiedergegeben wurden. Zugleich wurde ein Hinweis auf die Renovierung des Jahres 1709 in den Stein aufgenommen. 1815 baute man den Komplex zu einer Kaserne um, wobei der Stein auf der Rückseite des Hauses zum Hof hin platziert wurde. Dort befand er sich, das Gebäude wurde inzwischen als Post genutzt, noch in den 1920er Jahren.
Später wurde der Stein, flankiert von zwei zu ihm gehörenden allegorischen Figuren, an seinen heutigen Standort umgesetzt.
Im örtlichen Denkmalverzeichnis ist der Stiftungsstein als Wappentafel unter der Erfassungsnummer 094 06416 als Baudenkmal verzeichnet.

## Gestaltung

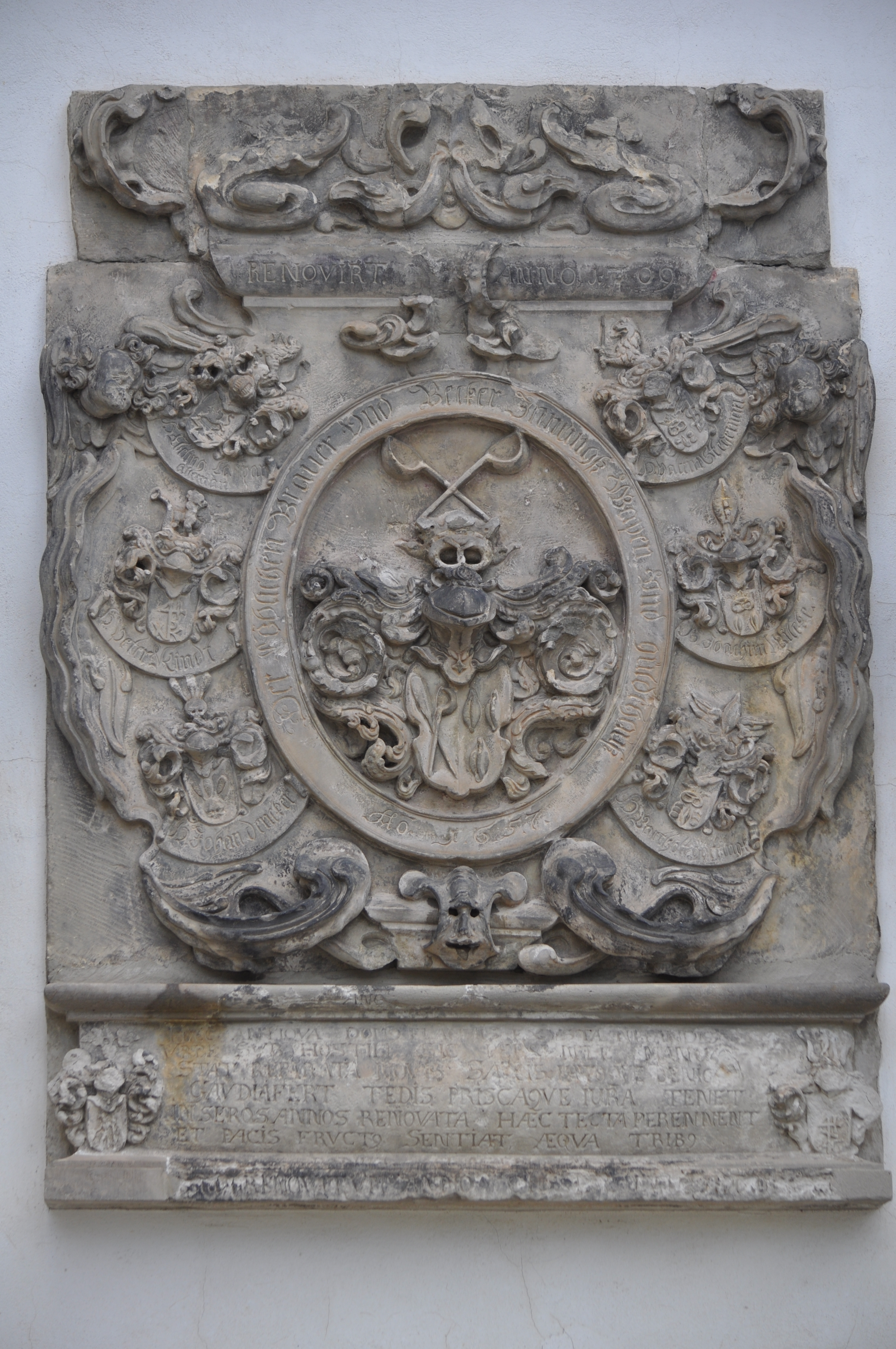
Stiftungsstein, 2013

In der Mitte des aus Sandstein gefertigten Steins befindet sich in einem Oval, unterhalb wohl zweier gekreuzter Schöpfkellen eine üppig verzierte Wappendarstellung. Sie zeigt auf der linken Seite gekreuzt eine Schöpfkelle und ein Rührholz, als Werkzeuge der Brauer und rechts drei Brötchen als Erzeugnis der Bäcker.
Umlaufend um das ovale Mittelfeld befindet sich der Schriftzug:
Das ovale Feld ist links und rechts von jeweils drei Familienwappen und Namensnennungen von Innungsmeistern umrahmt. Links befinden sich die Wappen der Brauer, rechts der Bäcker.
Genannt werden:
| Ebeling Caspar Alemann | Valentin Stegemann   |
| Peter Kind             | Joachim Wilke        |
| Johann Dencker         | Bartholomeus Götting |

Oberhalb dieser Darstellung befindet sich der nach der Renovierung von 1709 angebrachte Schriftzug:
Am unteren Ende des Stiftungssteins befindet sich ein links und rechts von einer Wappendarstellung flankiertes Inschriftenfeld mit einer nur noch zum Teil lesbaren, lateinischen Inschrift:
Auf einem unten abschließenden Sockel befindet sich die faktisch nicht mehr lesbare Zeile:
Unterhalb des linken Wappens stand der Name des Brauers Paul Lüderwald, unterhalb des rechten der des Bäckers Adam Schröder. Beide sind jedoch ebenfalls nicht mehr zu erkennen.
Links und rechts befindet sich jeweils eine allegorische Figur, deren Bedeutung jedoch nicht mehr bekannt ist. Ursprünglich unterhalb der Figuren befindliche, auf die Bedeutung hinweisende Inschriften sind nicht erhalten.

## Erwähnte Personen
Die erwähnten Personen waren wie folgt in Magdeburg ansässig:
- Ebeling Caspar Alemann in der Spiegelbrücke 18
- Peter Kind im Breiten Weg 181
- Johann Dencker im Breiten Weg 31
- Paul Lüderwald junior im Breiten Weg 122
- Valentin Stegemann (auch Stegmann) im Breiten Weg 165
- Joachim Wilke in der Dreienbrezelstraße 9
- Bartholomeus Göttig (auch Bartel Götting) im Knochenhauerufer 6
- Adam Schröder vermutlich im Knochenhauerufer 29